# Herta Duttenhöfer
Herta Duttenhöfer (* 18. Februar 1912; † unbekannt) war eine deutsche Chemikerin. Sie war von 1962 bis 1972 Richterin am Bundespatentgericht in München, von 1972 bis 1977 Vorsitzende Richterin dort.

## Beruflicher Werdegang
Herta Duttenhöfer schloss ihr Chemiestudium mit dem Diplom ab und promovierte anschließend zur Dr. rer. nat. Vor ihrer Ernennung zur Senatsrätin (alte Bezeichnung für Richterin) am Bundespatentgericht 1962 war sie Oberregierungsrätin. Am 7. Juli 1971 wurde Herta Duttenhöfer auf Vorschlag des Bundesjustizministeriums von der Bundesregierung zur Senatspräsidentin (alte Bezeichnung für Vorsitzende Richterin) am Bundespatentgericht berufen.
1977 trat sie in den Ruhestand.

## Veröffentlichungen
- Erich Schmidt, Walter Hahn, Herta Duttenhöfer, Josef Maerkl: Die Entsäuderung tierischer und pflanzlicher Öle oder Fette mittels Carbodiimiden. In: Berichte der deutschen chemischen Gesellschaft (B) 1939, Band 72, Heft 5, S. 945–948. DOI:10.1002/cber.19390720504
- Über den Patentschutz biologischer Erfindungen. In: Erich Häußer (Hrsg.): Zehn Jahre Bundespatentgericht. Heymann Verlag, Köln, München 1971, S. 171–200, ISBN 3452730212